# Brachyolene unicolor
Brachyolene unicolor är en skalbaggsart som beskrevs av Stefan von Breuning 1974. Brachyolene unicolor ingår i släktet Brachyolene och familjen långhorningar. Inga underarter finns listade.